# ديودون
ديودون أو دايودون (بالإنجليزية: Diodone)‏ هوَ مادة مظللة تُستخدم في تصوير الجهاز البَولي، وعادةً ما يتم إنتاجه كملح مُضاف إليه ثنائي إثانولامين.